# Phrudocentra viridipurpurea
Phrudocentra viridipurpurea là một loài bướm đêm trong họ Geometridae.